# Sant Martí
Sant Martí is een district in het oosten van Barcelona. Er wonen ongeveer 135.000 inwoners.
Dit district is het gebied dat aan de zee en het strand ligt, en loopt vanaf het centrum in noordelijke richting.
Het bestaat uit de wijken El Clot, Camp de l'Arpa, La Verneda, Poblenou en Besòs, de dure nieuwbouwwijk aan zee "Diagonal Mar" en het zeer toeristische Vila Olimpica en Port Olímpic. Het district is in de laatste 15 jaren behoorlijk getransformeerd.